# ریو گرانده (آرژانتین)
 ریوگرانده  (رود گرانده) رودی در بخش مالارگه در جنوب استان مندوزا ی آرژانتین می‌باشد. درازای این رود ۲۷۵ کیلومتر و متوسط جریان آن ۱۰۷ مترمکعب در ثانیه است.
ریوگرانده از برخورد دو رود توردیو و کوبره از رشته کوه‌های آند (با ارتفاع ۴۶۰۰ متر از سطح دریا) سرچشمه می‌گیرد و سپس در مرز استان نئوکن به رود کلرادو می‌پیوندد. این رود در فاصله ۱۲۵ کیلومتری شهر مالارگه قرار دارد و مسیر آن را صخره‌های آتشفشانی تشکیل می‌دهد.